# 頭城喚醒堂
頭城喚醒堂，為位於臺灣宜蘭縣頭城鎮之臺灣民間信仰廟宇，地址在纘祥路39號，主祀隆恩真君等五聖恩主（隆恩真君、關聖帝君、孚佑帝君、岳武穆王、司命真君等），分靈自宜蘭新民堂。
喚醒堂在扶鸞界的地位甚高，曾經傳播鸞法予木柵指南宮、金瓜石勸濟堂、基隆正心堂、淡水行忠堂、深坑集文堂、新竹宣化堂、新竹贊化堂等。
除了信仰之外，主要開辦私塾、詩社，鼓勵民眾戒除鴉片等。前宜蘭縣長盧纘祥、林才添等，都曾是喚醒堂門下弟子。

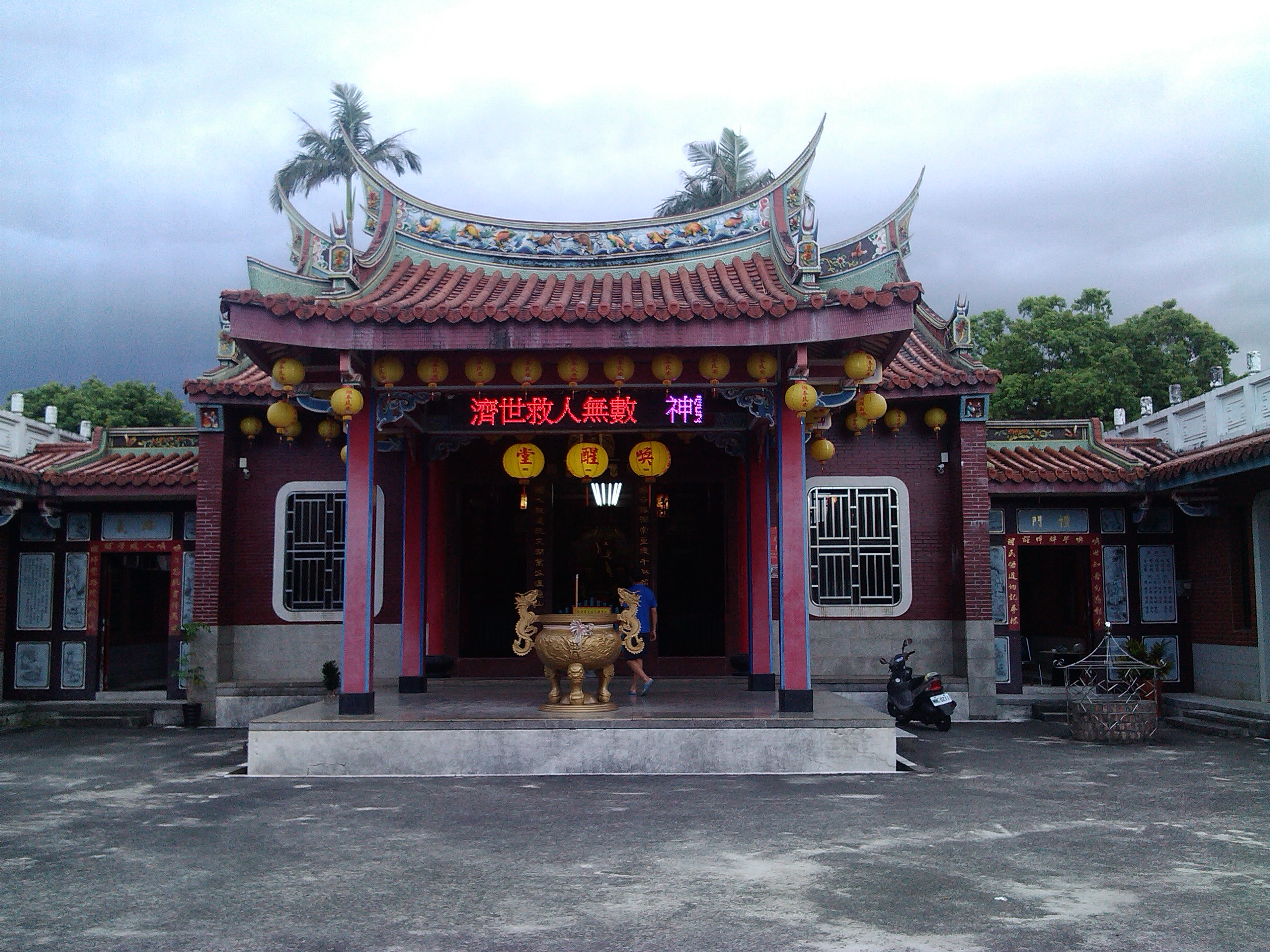
頭城喚醒堂

## 派系
宜蘭新民堂分香建立頭城喚醒堂，淡水行忠堂李宗範、李銅池至頭城喚醒堂習得開堂體式禮制，行忠堂分香建有三芝區的智成忠義宮、淡水行忠宮、覺修宮。覺修宮分香建有行天宮。

## 簡介
吳祥煇（又作祥輝，號春麟），時常在宜蘭新民堂扶鸞，為民解惑。
1895年臺灣割讓，當時人心惶惶，又加上各地兵火，瘟疫頻傳，舊曆五月廿四日，吳祥煇將自己在太陽庄（今烏石港附近）的書齋就正軒改為鸞堂，奉祀新民堂神靈，閏五月初八日，定名喚醒堂，奉祀隆恩真君等五恩主，而後知名士紳莊國香、楊士芳、吳炳珠等人亦寄附香火錢，不久因乙未之役焚毀。
1896年，當地檀越陳志德捐資，在武營庄（今頭城國中附近）附近重建，繼續扶鸞。
1897年，盧廷翰等人捐資，遷廟於現址，斥資白銀六千多圓起造。
1900年又重修，成為當地最著名的儒宗神教神靈宣講場所。

## 腳註
1. 1 2  黃忠勤. . 《蘋果日報》. 2014-09-01  [2019-07-20]. （原始内容存档于2020-06-20） （中文（臺灣））.
2. ↑  林昭彰. . 《聯合報》. 2000-01-25 （中文（臺灣））.
3. ↑  許端驛. . 《聯合報》. 2017-07-17. （原始内容存档于2018-06-22） （中文（臺灣））.
4. ↑  臺灣好廟網. . 臺灣好廟網. 2017-07-17. （原始内容存档于2021-01-24） （中文（臺灣））.